# Robert Śniegocki
Robert Śniegocki – polski historyk, absolwent Wydziału Historycznego Uniwersytetu im. Adama Mickiewicza w Poznaniu, nauczyciel historii w poznańskim II Liceum Ogólnokształcącym im. Generałowej Zamoyskiej i Heleny Modrzejewskiej, autor oraz współautor podręczników historycznych dla szkół średnich. W 2007 nagrodzony tytułem Belfra Roku w konkursie organizowanym przez Głos Wielkopolski. W 2020 roku został odznaczony Srebrnym Krzyżem Zasługi.

## Wykaz publikacji
- Historia 1 Dzieje starożytne cz. 1.
- Historia 1 Średniowiecze cz. 2.
- Historia 2 Od renesansu do czasów napoleońskich cz. 1.
- Historia 2 Od kongresu wiedeńskiego do I wojny światowej cz. 2.
- Historia 3 Burzliwy wiek XX.
- Historia 1 Dzieje starożytne. Poradnik dla nauczyciela. Część 1.
- Historia 1 Średniowiecze. Poradnik dla nauczyciela. Część 2.
- Historia 2 Od renesansu do czasów napoleońskich. Poradnik dla nauczyciela. Część 1.
- Historia 2 Od kongresu wiedeńskiego do I wojny światowej. Poradnik dla nauczyciela. Część 2.
- Historia 3 Burzliwy wiek XX. Poradnik dla nauczyciela.
- Wczoraj i dziś. Klasa 8.
- Zrozumieć przeszłość 4. Podręcznik do historii dla liceum ogólnokształcącego i technikum. Zakres rozszerzony.
- NOWA Teraz matura. Historia. Do matury 2024.
- Zrozumieć przeszłość 1. Maturalne karty pracy do historii dla liceum ogólnokształcącego i technikum. Zakres rozszerzony.
- Zrozumieć przeszłość 2. Maturalne karty pracy do historii dla liceum ogólnokształcącego i technikum. Zakres rozszerzony.
- Zrozumieć przeszłość 3. Maturalne karty pracy do historii dla liceum ogólnokształcącego i technikum. Zakres rozszerzony.